# Les Conversations d'Émilie
Les Conversations d'Émilie, sous-titré Conversations entre une mère et sa fille, est un traité d'éducation écrit par Louise d'Épinay et publié en 1774. Ce traité marque une étape essentielle dans le développement de la pensée pédagogique dans la France du XVIIIe siècle. Constatant le manque d'ouvrage portant sur l'éducation féminine, Louise d'Épinay souhaita se démarquer de cette dernière en éveillant la curiosité de l'enfant en l'encourageant à explorer l'univers.
Ainsi, elle enseigne à la jeune Émilie plusieurs sujets aussi divers que la mythologie, la botanique, l'histoire ancienne et moderne, la géographie, mais aussi les enseignements plus traditionnels.

## Historique
En 1756, Louise d'Épinay se préoccupait déjà du thème de l'éducation dans ses Lettres à mon fils. Elle rédige Les Conversations d'Émilie à l'intention de sa petite-fille, Émilie de Belzunce, sous la forme de dialogues vivants entre une mère et sa fille. D'Épinay cherche également à encourager les autres mères à suivre son exemple quant à l'enseignement de leurs filles, elle insiste sur l'importance fondamentale jouée par la mère dans l'éducation de celles-ci, qu'elle soit morale ou physique.
Louise d'Épinay passe ainsi plusieurs heures par jour avec Émilie, et rédige les commentaires de la jeune fille, mais aussi ses questions, ses réflexions, ce qui constitue l'essentiel du texte. D'Épinay interroge également, et remet en cause, les procédés et théories mises en place par ses prédécesseurs ; en cela, l’œuvre rédigée est le résultat de l'expérience vécue par son autrice.
La presse réserva un accueil très favorable au traité de Louise d'Épinay lors de sa première parution. Les idées de l'autrice eurent d'ailleurs une influence probable sur les traités de pédagogie postérieurs aux Conversations, à savoir sur les écrits d'Isabelle de Charrière, de Germaine de Staël, de Nicolas de Condorcet, d'Arnaud Berquin, d'Henriette Campan ou encore de Pestalozzi.
À la mort de Louise d'Épinay, ce fut Grimm qui prit alors la jeune Émilie de Belzunce sous sa protection.

## Éditions modernes
Louise d'Épinay (préf. Rosena Davison), Les Conversations d'Émilie, Oxford, Voltaire Foundation, 1996, 535 p.